# Jiří Přibyl (pěvec)
Jiří Přibyl (* 1975 Tábor) je český operní pěvec.

## Životopis
Vyrůstal ve vesničce Dráchov a jeho otec hrával na bubny v dechové kapele. Lásku ke klasické hudbě získal, když slýchával zvuk varhan v kostele sv. Václava v Dráchově. Po vyučení na kuchař-číšník si doplnil středoškolské vzdělání na Hotelové škole v Táboře, které ukončil maturitou. Už během studií se sám naučil hrát na klavír a zpívat. Když v roce 1994 odešel do Prahy, tak na jedné akci obsluhoval operní pěvkyni. Oslovil ji s tím, že bych chtěl zpívat a jestli by mu mohla nějak pomoci nebo poradit. Poslechla si ho a doporučila další své kolegyni, která o něm řekla pěvci Václavu Zítkovi, u něhož následně v roce 1995 soukromě studoval. V letech 1996 až 2009 byl členem sboru Národního divadla v Praze, kde záhy měl i malé sólistické role. Od roku 2003 navázal externí spolupráci s libereckým Divadlem F. X. Šaldy. Od roku 2006 hostoval v plzeňském Divadle J. K. Tyla a od ledna 2009 se stal sólistou Moravského divadla Olomouc, kde vytvořil řadu rolí nejen v operách ale i muzikálech a operetách. Na podzim 2010 reprezentoval Českou republiku rolí Otce Palouckého ve Smetanově Hubičce na 59. ročníku Wexfordském operním festivalu v Irsku.
Za rok 2013 obdržel cenu Thálie v oboru opera za mimořádný výkon v titulní roli Falstaffa ve hře Falstaff v Moravském divadle Olomouc.

## Operní role

### Národní divadlo
- Braniboři v Čechách (Bedřich Smetana)
- Růžový kavalír (Richard Strauss)
- Bohéma (Giacomo Puccini)
- La Traviata (Giuseppe Verdi)

### Divadlo F. X. Šaldy
- Maškarní ples (Giuseppe Verdi)
- Kouzelná flétna (Wolfgang Amadeus Mozart)
- Macbeth (Giuseppe Verdi)
- Simon Boccanegra (Giuseppe Verdi)
- Don Quichotte (Jules Massenet)
- Síla osudu (Giuseppe Verdi)
- Čert a Káča (Antonín Dvořák)
- Čarostřeleci (Carl Maria von Weber)
- Aida (Giuseppe Verdi)
- Rusalka (Antonín Dvořák)
- Bohéma (Giacomo Puccini)

### Národní divadlo
- Othello (Giuseppe Verdi)
- Panna orleánská (Petr Iljič Čajkovskij)
- Kníže Igor (Alexandr Porfirjevič Borodin)

### Moravské divadlo Olomouc
- Dalibor (Bedřich Smetana)
- Così fan tutte (Wolfgang Amadeus Mozart)
- Carmen (Georges Bizet)
- Prodaná nevěsta (Bedřich Smetana)
- Evžen Oněgin (Petr Iljič Čajkovskij)
- Nápoj lásky (Gaetano Donizetti)
- Lucie z Lammermooru (Gaetano Donizetti)
- Noc plná světla (Zdeněk Pololáník)
- Falstaff (Giuseppe Verdi)
- Don Pasquale (Gaetano Donizetti)
- Její pastorkyňa (L. Janáček)
- Lovci perel (Georges Bizet)
- Fidelio (Ludwig van Beethoven)

### Národní divadlo moravskoslezské
- Ohnivý anděl (Sergej Prokofjev)